# أثل عديم الأوراق
الأَثل عديم الأوراق أو الطرفاء المفصلية (باللاتينية: Tamarix aphylla) هو أكبر أنواع الأثل. هو شجرة دائمة الخضرة يمكن أن يصل ارتفاعها إلى 18 متراً.

## الموطن الأصلي
موطن الأثل عديم الأوراق هو الوطن العربي، امتداداً من المغرب العربي والمشرق العربي وصولاً إلى بعض مناطق جنوب آسيا. يستعمل النبات كمصد للرياح وللاستظلال.